# Lijst van voetbalinterlands Jordanië - Uruguay
Deze lijst van voetbalinterlands is een overzicht van alle officiële voetbalwedstrijden tussen de nationale teams van Jordanië en Uruguay. De landen hebben tot op heden twee keer tegen elkaar gespeeld. De eerste ontmoeting was een kwalificatiewedstrijd voor het Wereldkampioenschap voetbal 2014 op 13 november 2013 in Amman. Het laatste duel, de returnwedstrijd in dezelfde kwalificatiereeks, vond plaats in Montevideo op 20 november 2013.

## Wedstrijden
| № | Plaats     | Datum            | Competitie           | Wedstrijd          | Uitslag |
| - | ---------- | ---------------- | -------------------- | ------------------ | ------- |
| 1 | Amman      | 13 november 2013 | WK 2014 kwalificatie | Jordanië − Uruguay | 0 − 5   |
| 2 | Montevideo | 20 november 2013 | WK 2014 kwalificatie | Uruguay − Jordanië | 0 − 0   |

## Samenvatting
| Competitie      | Totaal gespeeld | Winst Jordanië | Gelijk | Winst Uruguay | Doelsaldo Jordanië – Uruguay |
| --------------- | --------------- | -------------- | ------ | ------------- | ---------------------------- |
| WK-kwalificatie | 2               | 0              | 1      | 1             | 0 − 5                        |
| Totaal          | 2               | 0              | 1      | 1             | 0 − 5                        |

## Details

### Eerste ontmoeting
| WK 2014 kwalificatie (Amman, Jordanië, 13 november 2013): |              | |
| Jordanië | 0 – 5        | Uruguay |
| | goals        | 23' Maxi Pereira 43' Christian Stuani 70' Nicolás Lodeiro 77' Cristian Rodríguez 90' Edinson Cavani                                                                                  |
| Hossam Hassan | bondscoach   | Oscar Tabárez |
| Mohammad Shatnawi Hatem Aqel Oday Zahran 54' Tareq Khattab Ala Al Bashir Adnan Adous Shareef Adnan Khalil Bani Attiah 65' Saeed Murjan Ahmed Hayel Odai Al Saify 58'                                            | opstellingen | Martín Silva Maxi Pereira Diego Lugano Diego Godín Martín Cáceres Cristian Rodríguez 70' Nicolás Lodeiro Egidio Arévalo 81' Luis Suárez 70' Christian Stuani Edinson Cavani          |
| Thaer Bawab 54' Mossab Al Laham 58' Rakan Al-Khalidi 65' Ahmad Nawwas Lo'ay Al-Amaireh Mohammad Mustafa Ahmed Samir Abdullah Deeb Shadi Abu Hash'hash Munther Abu Amarah Baha'a Abdul-Rahman Yusuf Al-Rawashdeh | wissels      | 70' Álvaro Pereira 70' Gastón Ramírez 81' Diego Forlán Rodrigo Muñoz Juan Castillo José Giménez Jorge Fucile Andrés Scotti Álvaro González Diego Pérez Walter Gargano Abel Hernández |
| Odai Al Saify 9' Saeed Murjan 45' Mossab Al Laham 60' | gele kaarten | |

### Tweede ontmoeting
| WK 2014 kwalificatie (Montevideo, Uruguay, 20 november 2013): |              | |
| Uruguay | 0 – 0        | Jordanië |
| | goals        | |
| Oscar Tabárez | bondscoach   | Hossam Hassan |
| Martín Silva Maxi Pereira Diego Lugano Diego Godín Martín Cáceres Cristian Rodríguez Nicolás Lodeiro 61' Egidio Arévalo Luis Suárez Christian Stuani 61' Edinson Cavani 82'          | opstellingen | Mohammad Shatnawi Mohammad Al Dmeiri Oday Zahran Hatem Aqel Tareq Khattab 86' Abdullah Deeb Shareef Adnan 60' Mohammad Khair Adnan Adous Shadi Abu Hash'hash 90' Ahmed Hayel                                  |
| Gastón Ramírez 61' Diego Forlán 61' Abel Hernández 82' Rodrigo Muñoz Juan Castillo José Giménez Jorge Fucile Andrés Scotti Diego Pérez Álvaro Pereira Álvaro González Walter Gargano | wissels      | 60' Khalil Bani Attiah 86' Yusuf Al-Rawashdeh 90' Thaer Bawab Ahmad Nawwas Lo'ay Al-Amaireh Mohammad Mustafa Baha'a Abdul-Rahman Ala Al Bashir Mossab Al Laham Munther Abu Amarah Odai Khadr Rakan Al-Khalidi |
| Diego Godín 90' | gele kaarten | 20' Mohammad Al Dmeiri 22' Adnan Adous 57' Oday Zahran |

JFA · A-internationals · Bondscoaches · Selecties · Jordaans vrouwenelftal · Olympisch elftal · Jordanië U20 · Jordanië U19 · Jordanië U18 · Jordanië U17
1953 – 1969 · 
1970 – 1979 · 
1980 – 1989 · 
1990 – 1999 · 
2000 – 2009 · 
2010 – 2019 ·
2020 − 2029
1953 · 
1954 · 1955 · 1956 · 
1957 · 
1958 · 1959 · 1960 · 1961 · 1962 · 
1963 · 
1964 · 
1965 · 
1966 · 
1967 · 1967 · 1969 · 1970 · 
1971 · 
1972 · 1973 · 
1974 · 
1975 · 
1976 · 
1977 · 1978 · 1979 · 1980 · 
1981 · 
1982 · 
1983 · 
1984 · 
1985 · 
1986 · 
1987 · 
1988 · 
1989 · 
1990 · 
1991 · 
1992 · 
1993 · 
1994 · 1995 · 
1996 · 
1997 · 
1998 · 
1999 · 
2000 · 
2001 · 
2002 · 
2003 · 
2004 · 
2005 · 
2006 · 
2007 · 
2008 · 
2009 · 
2010 · 
2011 · 
2012 · 
2013 · 
2014 ·
2015 ·
2016 ·
2017 ·
2018 ·
2019 ·
2020 ·
2021 ·
2022 ·
2023
Afghanistan ·
Albanië ·
Algerije ·
Armenië ·
Australië ·
Azerbeidzjan ·
Bahrein ·
Bangladesh ·
Bosnië en Herzegovina ·
Bulgarije ·
Cambodja ·
China ·
Colombia ·
Cyprus ·
Ecuador ·
Egypte ·
Estland ·
Filipijnen ·
Finland ·
Georgië ·
Haïti ·
Hongarije ·
Hongkong ·
India ·
Indonesië ·
Irak ·
Iran ·
Ivoorkust ·
Jamaica ·
Japan ·
Jemen ·
Kazachstan ·
Kenia ·
Kirgizië ·
Koeweit ·
Kosovo ·
Kroatië ·
Laos ·
Libanon ·
Libië ·
Litouwen ·
Maleisië ·
Malta ·
Marokko ·
Mauritanië ·
Moldavië ·
Nepal ·
Nieuw-Zeeland ·
Nigeria ·
Noord-Korea ·
Noorwegen ·
Oezbekistan ·
Oman ·
Pakistan ·
Palestina ·
Paraguay ·
Qatar ·
Saoedi-Arabië ·
Servië ·
Sierra Leone ·
Singapore ·
Slowakije ·
Soedan ·
Spanje ·
Sri Lanka ·
Syrië ·
Tadzjikistan ·
Taiwan ·
Thailand ·
Trinidad en Tobago ·
Tsjaad ·
Tunesië ·
Turkmenistan ·
Uruguay ·
Verenigde Arabische Emiraten ·
Vietnam ·
Wit-Rusland · 
Zambia ·
Zimbabwe ·
Zuid-Jemen ·
Zuid-Korea ·
Zuid-Soedan ·
Zweden
AUF · A-internationals · Selecties · Bondscoaches · Uruguayaans vrouwenelftal · Olympisch elftal · Uruguay U21 · Uruguay U20 · Uruguay U19 · Uruguay U18 · Uruguay U17
1900 – 1909 ·
1910 – 1919 ·
1920 – 1929 ·
1930 – 1939 ·
1940 – 1949 ·
1950 – 1959 ·
1960 – 1969 ·
1970 – 1979 ·
1980 – 1989 ·
1990 – 1999 ·
2000 – 2009 ·
2010 – 2019 ·
2020 – 2029
WK 1930 · 
WK 1950 · 
WK 1954 · 
WK 1962 · 
WK 1966 · 
WK 1970 ·
WK 1974 · 
WK 1986 · 
WK 1990 · 
WK 2002 · 
WK 2010 · 
WK 2014 · 
WK 2018
OS 1924 · 
OS 1928 ·
OS 2012
1902 · 
1903 · 
1904 · 
1905 · 
1906 · 
1907 · 
1908 · 
1909 ·
1910 · 
1911 · 
1912 · 
1913 · 
1914 · 
1915 · 
1916 · 
1917 · 
1918 · 
1919 ·
1920 · 
1921 · 
1922 · 
1923 · 
1924 · 
1925 · 
1926 · 
1927 · 
1928 · 
1929 ·
1930 · 
1931 · 
1932 · 
1933 · 
1934 · 
1935 · 
1936 · 
1937 · 
1938 · 
1939 ·
1940 · 
1941 · 
1942 · 
1943 · 
1944 · 
1945 · 
1946 · 
1947 · 
1948 · 
1949 ·
1950 · 
1951 · 
1952 · 
1953 · 
1954 · 
1955 · 
1956 · 
1957 · 
1958 · 
1959 ·
1960 · 
1961 · 
1962 · 
1963 · 
1964 · 
1965 · 
1966 · 
1967 · 
1968 · 
1969 ·
1970 · 
1971 · 
1972 · 
1973 · 
1974 · 
1975 · 
1976 · 
1977 · 
1978 · 
1979 ·
1980 · 
1981 · 
1982 · 
1983 · 
1984 · 
1985 · 
1986 · 
1987 · 
1988 · 
1989 ·
1990 ·
1991 · 
1992 · 
1993 · 
1994 · 
1995 · 
1996 · 
1997 · 
1998 · 
1999 · 
2000 · 
2001 · 
2002 · 
2003 · 
2004 · 
2005 · 
2006 · 
2007 · 
2008 · 
2009 · 
2010 · 
2011 · 
2012 · 
2013 · 
2014 · 
2015 · 
2016 ·
2017 ·
2018 ·
2019 ·
2020 ·
2021 ·
2022 ·
2023 ·
2024
Algerije ·
Angola ·
Argentinië ·
Australië ·
België ·
Bolivia ·
Brazilië ·
Bulgarije ·
Canada ·
Chili ·
China ·
Colombia ·
Costa Rica ·
Cuba ·
DDR ·
Denemarken ·
Duitsland ·
Ecuador ·
Egypte ·
Engeland ·
Estland ·
 Finland ·
Frankrijk ·
Georgië ·
Ghana ·
Guatemala ·
Haïti ·
Honduras ·
Hongarije ·
Ierland ·
India ·
Indonesië ·
Irak ·
Iran ·
Israël ·
Italië ·
Ivoorkust ·
Jamaica ·
Japan ·
Joegoslavië ·
Jordanië ·
Libië ·
Luxemburg ·
Maleisië ·
Mexico ·
Marokko ·
Nederland ·
Nicaragua ·
Nieuw-Zeeland ·
Nigeria ·
Noord-Ierland ·
Noorwegen ·
Oekraïne ·
Oezbekistan ·
Oman ·
Oostenrijk ·
Panama ·
Paraguay ·
Peru ·
Polen ·
Portugal ·
Roemenië ·
Rusland ·
Saarland ·
Saoedi-Arabië ·
Schotland ·
Senegal ·
Servië & Montenegro ·
Singapore ·
Slovenië ·
Sovjet-Unie ·
Spanje ·
Tahiti ·
Thailand ·
Trinidad en Tobago · 
Tsjechië ·
Tsjecho-Slowakije ·
Tunesië · 
Turkije ·
Venezuela ·
Verenigde Arabische Emiraten ·
Verenigde Staten ·
Wales ·
Zuid-Afrika ·
Zuid-Korea ·
Zweden ·
Zwitserland
Argentinië (1986) ·
België (1990) ·
Brazilië (1950) · 
Colombia (2014) ·
Costa Rica (2014) ·
Denemarken (1986) ·
Denemarken (2002) ·
Duitsland (2010) ·
Egypte (2018) ·
Engeland (2014) ·
Frankrijk (2002) ·
Frankrijk (2010) ·
Frankrijk (2018) ·
Ghana (2010) ·
Italië (1990) ·
Italië (2014) ·
Mexico (2010) ·
Nederland (1974) ·
Nederland (2010) ·
Portugal (2018) ·
Rusland (2018) ·
Saoedi-Arabië (2018) ·
Schotland (1986) ·
Senegal (2002) ·
Spanje (1990) ·
West-Duitsland (1986) ·
Zuid-Afrika (2010) ·
Zuid-Korea (1990) ·
Zuid-Korea (2010)